# Edison Mouriño
Edison Mouriño (Montevideo, 6 de abril de 1955) es un músico, empresario, compositor y violinista uruguayo .
Desde muy temprano empezó a estudiar música, violín y es compositor. Formó parte de la Orquesta Sinfónica del Sodre (OSSODRE) y de la Orquesta Filarmónica de Montevideo . Nominado al Premio Graffiti en 2014, y ganador del Premio Nacional de Música de Uruguay en 2018, realizado en el Auditorio Nacional Doctora Adela Reta. Realizó actuaciones en el Argentino Hotel, entre otros. Compartió escenarios y colaboraciones con uruguayo Paola Dalto, el músico Felipe Rubini, Eduardo Larbanois, Juan Lazaroff, entre otros.